# Nace Šumi
Nace (Ignac) Šumi, slovenski umetnostni zgodovinar, konservator, etnograf, pedagog in likovni kritik, * 14. maj 1924, Klanec pri Kranju, † 22. junij 2006, Dobeno.

## Življenjepis
Mati je bila Albina Varl, oče Ignac Šumi. Mladost je v družini s štirimi otroki preživel v Kranju (Na Klancu). Bil je dijak kranjske gimnazije od 1934. Nemški okupatorji so jo aprila 1941 zaprli. Med drugo svetovno vojno je bil komaj polnoleten vse od konca junija 1942 do 29. aprila 1945 interniran v taborišču Dachau. Junija 1945 se je vrnil v Slovenijo in še istega leta maturiral. Na Filozofski fakulteti v Ljubljani je diplomiral leta 1950. Leta 1959 je doktoriral s temo baročne arhitekture v Ljubljani. Njegov mentor je bil France Stele. 
Bil je spoštovan in pronicljiv likovni kritik. Veljal je za enega največjih poznavalcev likovne, arhitekturne in urbanistične podobe Ljubljane, njene secesije in baroka. Bil je eden vodilnih slovenskih konservatorjev, saj je s svojim delom zaznamoval prenovo Ljubljane po sredini 20. stoletja in številnih drugih mest, gradov ter cerkva. Med prvimi je uveljavil konservatorstvo kot samostojno vedo v Sloveniji. Štiri leta je sodeloval z Jožetom Plečnikom pri prenovi Križank (zadnje veliko arhitektovo delo) in s številnimi njegovimi učenci ter mlajšimi generacijami pri oživljanju palač v mestu. Prvi je ovrednotil baročno arhitekturo osrednje Slovenije in secesijsko ustvarjanje v Ljubljani. Z Markom Mušičem (Šumi je avtor besedil za njegove monografije) je svetoval pri prenovi Železniške postaje v Ljubljani. Usmerjal je svoje učence, zlasti konservatorje v različnih regijah države in jim pomagal v dilemah reševanja kulturnih spomenikov s temeljnimi navodili in usmeritvami. Aktivno je sodeloval pri vzpostavljanju mreže regijskih zavodov za spomeniško varstvo. Njegovi učenci različnih generacij so prevzeli vodilne vloge med konservatorji in likovnimi kritiki, ko se je umaknila starejša generacija Steletove šole. Njegovi študenti so zaznamovali konservatorstvo v Sloveniji vse do prvega desetletja 21. stoletja.
Sprva je sam delal kot konservator za Ljubljano in za ljubljansko regijo v Mestnem muzeju v Ljubljani. Leta 1967 je bil na študijskem izpopolnjevanju v Tübingenu (prof. Bandmann). Od leta 1962 pa do upokojitve leta 1994 je poučeval umetnostno zgodovino na Filozofski fakulteti v Ljubljani, od 1974 kot redni profesor. Bil je tudi dekan FF (1983-86) ter ustanovitelj (1979) in prvi vodja Znanstvenega inštituta FF. Pri njem so diplomirale številne generacije slovenskih umetnostnih zgodovinarjev. Na podiplomski študij so k profesorju hodili kolegi iz vse Jugoslavije. Pri njem so dokončali podiplomski magistrski ali doktorski študij  ali oboje (izbor iz Cobiss): Branka Berce Bratko, Stane Bernik, Vesna Bučić, Marjeta Ciglenečki, Nataša Frelih, Jasna Horvat, Vera Jovanović, Dušan Kramberger, Alenka Kolšek, Josip Korošec, Mojca Kovač, Igor Kranjc, Ana Lavrič, Nika Leben, Kamenko Marković, Breda Mihelič, Jure Mikuž, Irene Mislej, Olivera Nedić, Blaž Resman, Ksenija Rozman, Ivan Sedej, Irina Subotić, Maja Lozar Štamcar, Ferdinand Šerbelj, Igor Weigl, Gojko Zupan, Andreja Žigon in Sonja Žitko. Svoje študente je spremljal in usmerjal ter jim svetoval tudi po diplomi ali pri podiplomskem študiju. S predavanji, ključnimi članki v strokovnih glasilih, s strokovnimi in poljubnimi publikacijami je postavil temelje raziskav arhitekture od 16. do 20. stoletja in zgodovine urbanizma ter razvoja naselij vsega slovenskega prostora. Vrsto let je bil predsednik Slovenskega umetnostnozgodovinskega društva, dolgoletni glavni urednik Zbornika za umetnostno zgodovino (1972-95), in pobudnik več knjižnih zbirk, med njimi Ars Sloveniae. Organiziral je številne simpozije in imel predavanja na njih. Dajal je smernice za razvoj in pripravil za televizijo sam ali z učenci več oddaj o ključnih problemih urbanizma, kulturne dediščine in likovne ustvarjalnosti. 
Ljubljana mu je leta 1976 in 1991 podelila Župančičevo nagrado, drugič za življenjsko delo. Šumi je leta 1990 prvi prejel Steletovo nagrado za življenjsko delo na področju konservatorstva. Po upokojitvi mu je Univerza v Ljubljani podelila naziv zaslužnega profesorja (1996). Leta 1997 je za življenjsko delo dobil Nagrado Republike Slovenije za znanstvenoraziskovalno delo, leta 2001 pa še nagrado Izidorja Cankarja za svoje življenjsko delo na področju umetnostne zgodovine. Posmrtno je bil imenovan za častnega občana Mestne občine Kranj (2007). Pokopan je v Kranju.

## Monografije in širše študije
- Arhitektura secesijske dobe v Ljubljani (1954)
- Gregor Maček (1958)
- Ljubljanska baročna arhitektura (1961)
- Arhitektura šestnajstega stoletja na Slovenskem (1966)
- Arhitektura sedemnajstega stoletja na Slovenskem (1969)
- Baročna arhitektura (1969)
- Pogledi na slovensko umetnost (1975), serija ključnih objav in predavanj
- Ljubljana : zasnove mesta skozi zgodovino (1976)
- Prenova Ljubljane : spomeniškovarstveni postopki pri izdelavi sanacijskih načrtov, Ljubljana 1978.
- Ljubljana, Jugoslovenska revija, Beograd (1980)
- FRANCE SLANA, AKVARELI, Ljubljana (1987)
- Valovanje v svetlobi, Marko Mušič, arhitektura nove draveljske cerkve, Ljubljana (1988)
- Nace Šumi, Zoran Kržišnik, Nelida Silič Nemec, Riko Debenjak (katalog ob veliki retrospektivni razstavi 1934-1985), Goriški muzej, Grad Kromberk, Nova Gorica, september-oktober 1988.
- Nove Žale: arhitekt Marko Mušič; monografija o razširjenem delu ljubljanskega pokopališča (1990)
- Slovenija - umetnostni vodnik (1990; 1992-1. dopolnjeni ponatis)
- Po poti baročnih spomenikov Slovenije, Ljubljana, ZVKDS (1992)
- Nace Šumi, Zoran Kržišnik, Nelida Silič Nemec, Galerija Zorana Mušiča, Grad Dobrovo, Stalna zbirka grafičnih del Zorana Mušiča, Goriški muzej, Nova Gorica, 1991.
- Nace Šumi, Nelida Nemec, Negovan Nemec, Ljubljana: Znanstveni inštitut FF; Nova Gorica: Goriški muzej; Bilje: Galerija Nemec, 1991.
- Naselbinska kultura na Slovenskem : urbana naselja (1994)
- Znak v prostoru, Arhitektura nove avtobusne postaje v Novem mestu. Arhitekt Marko Mušič (1994)
- Nace Šumi, DACHAU : fotografije in risbe iz koncentracijskega taborišča s komentarjem, (1999) p. 106 - 108.
- Signs, Knjiga o arhitekturni obliki, njeni vsebini in pomenu. Architect Marko Mušič (2000)
- Marko Mušič : Vile / Villas (2001)
- Jože Karlovšek : poklic in poklicanost (2006)
- Arhitektura 18. stoletja na Slovenskem : obdobje zrelega baroka (izšlo 2007) ur. Igor Sapač